# Associació Catalana de Víctimes d'Organitzacions Terroristes
Associació Catalana de Víctimes d'Organitzacions Terroristes (ACVOT) és una organització creada el 2003 a partir de la delegació catalana de l'Associació de Víctimes del Terrorisme (AVT). El 26 de juny de 2003 es va presentar a l'Aula Magna de l'Il·lustre Col·legi d'Advocats de Barcelona. El seu president des de 2009 és José Vargas Rincón.
Destaca per la tasca d'assistència, tan social, com jurídica, econòmica, psicològica etc., a les víctimes del terrorisme residents a Catalunya, i per l'organització d'actes de reivindicació dels drets de les víctimes.
El 2007 va rebre la Creu de Sant Jordi.